# Русанівська протока
Мефіглайська Протока — один з рукавів в руслі Дніпра в межах Києва. 1877 року внаслідок сильної повені на Дніпрі на місці ланцюжку озер утворилася сучасна протока. Проте вже впродовж 1882-84 років було збудовано загати на Русанівській та Венеційських протоках. У 1-й половині ХХ ст. внаслідок повеней та руйнацій загат знову утворилися острови. В 1906–1943 роках протоку перетинав Русанівський міст, з 1965 року - Русанівський метроміст.

## Опис
Відгалужується на схід від Чортория нижче урочища Горбачиха (їх розділяють Долобецький та Венеційський острови. Протока омиває Русанівські сади, Микільську слобідку, Русанівку та Березняки по лівому берегу та Гідропарк — по правому. Між Долобецьким та Венеційським островами Русанівську протоку сполучає з Чорториєм Венеційська протока. Нижче Венеційського острова протока впадає в основне русло Дніпра. Судноплавна.
Середні глибини - 4-6 м, в окремих місцях 13-14 м. Найбільша глибина 18 м.
Близько 1957 року вздовж східного берега протоки розташувався садово-дачний масив Русанівські сади. Приблизно до 1977 року в північно-східному краю протоки діяв РОП-8 - ремонтно-відстійний пункт приватних човнів. До кінця 80-х років щоліта в протоці відбувалося регулярне курсування пасажирських катерів на маршрутах Русанівка - Венеційський острів та Поділ - Русанівські сади.

## Галерея

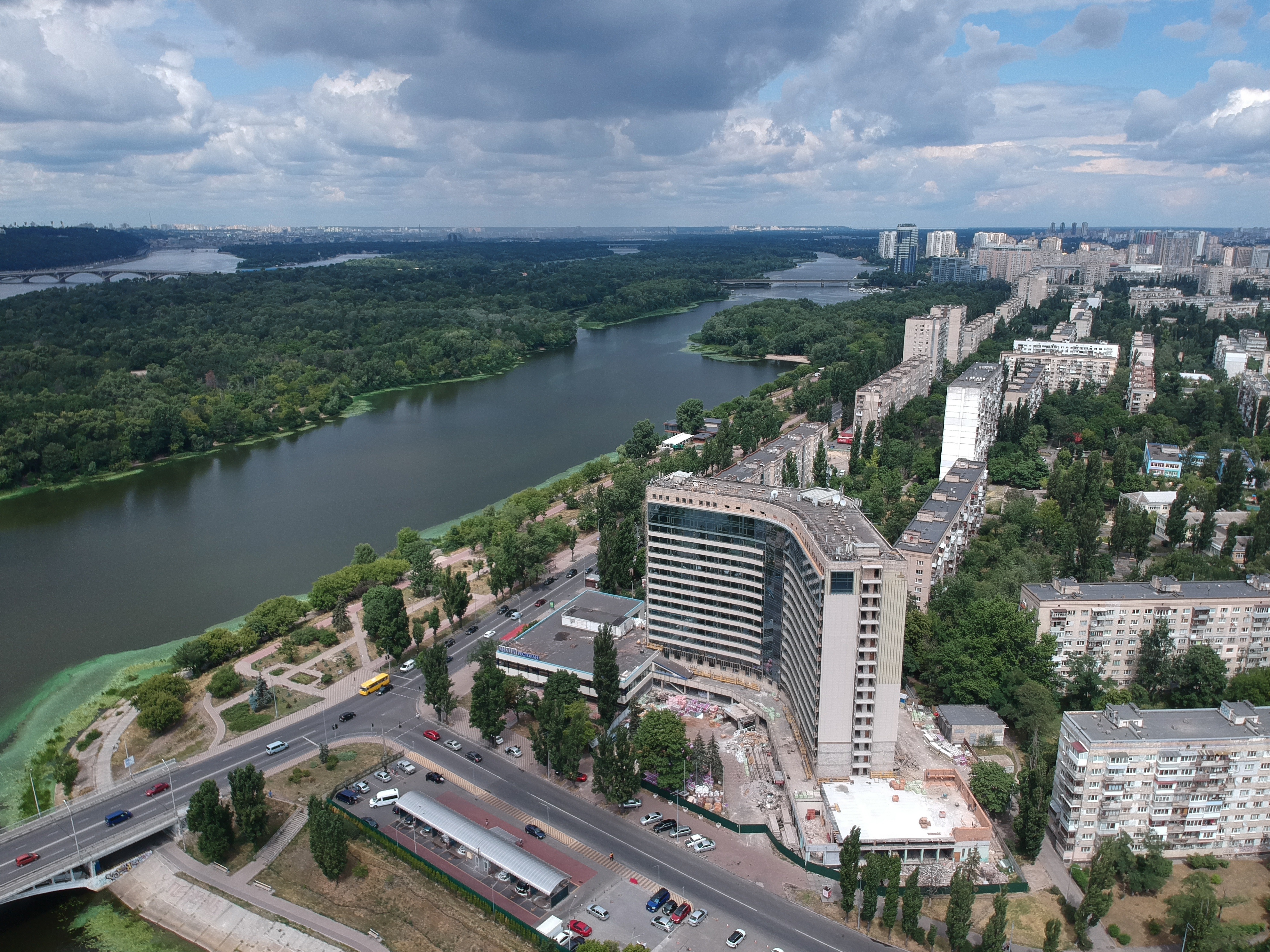
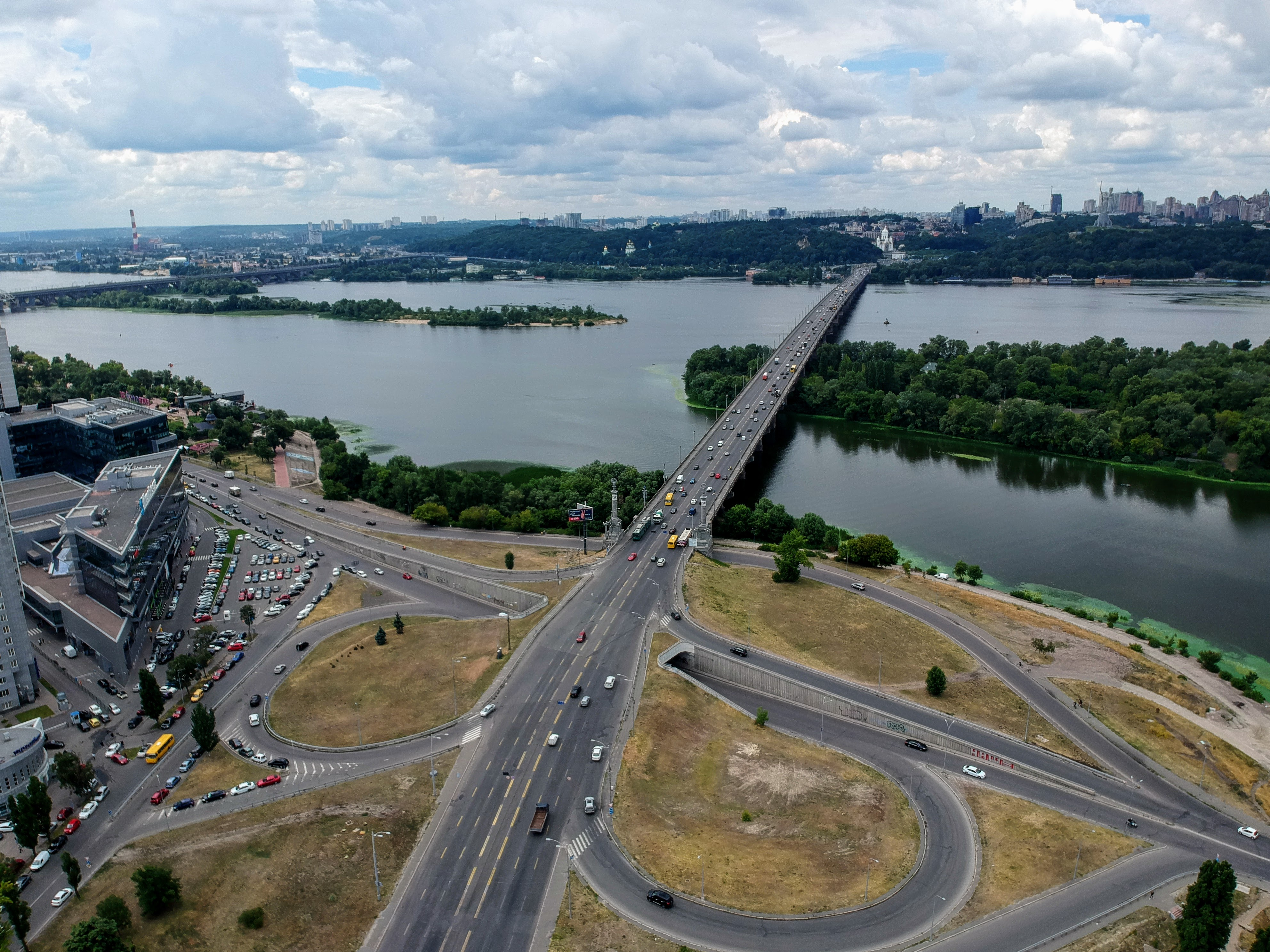
гирло біля мосту Патона
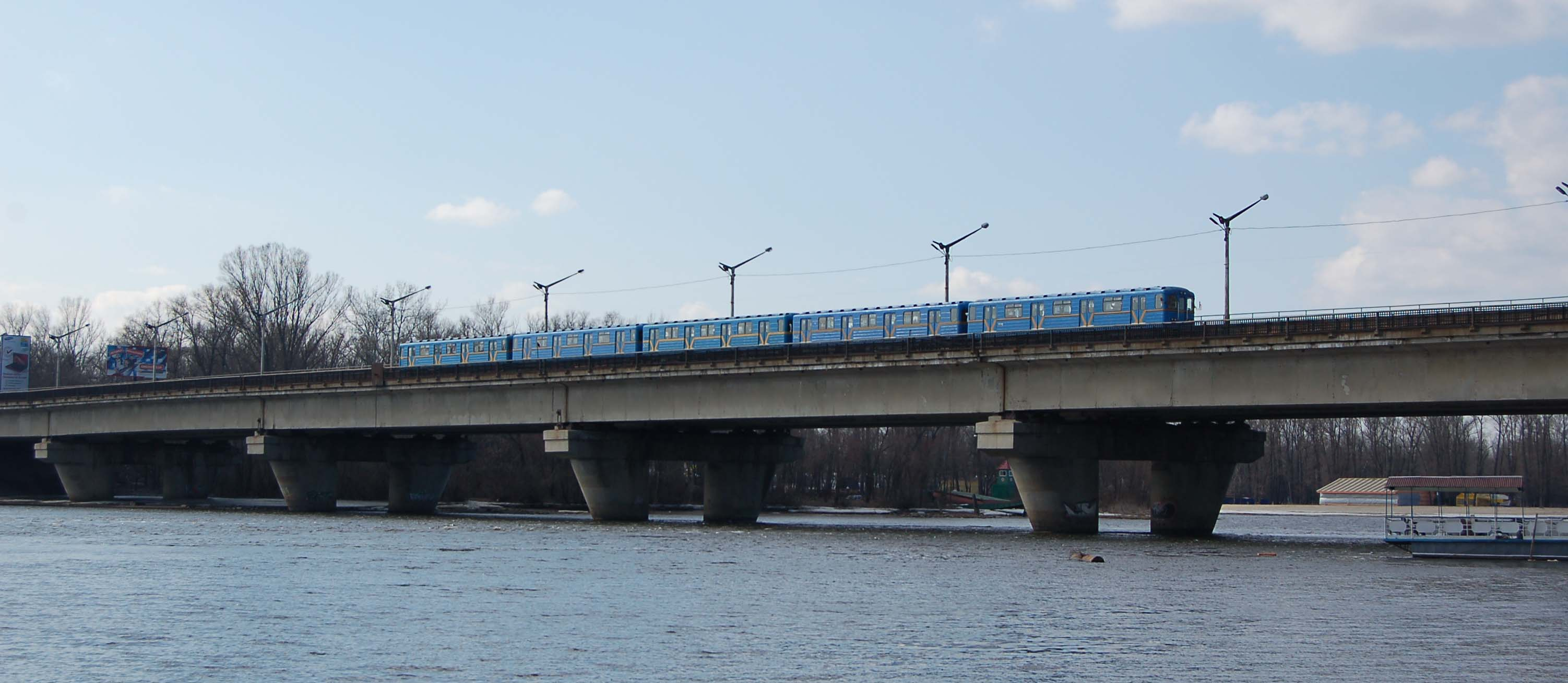
метроміст
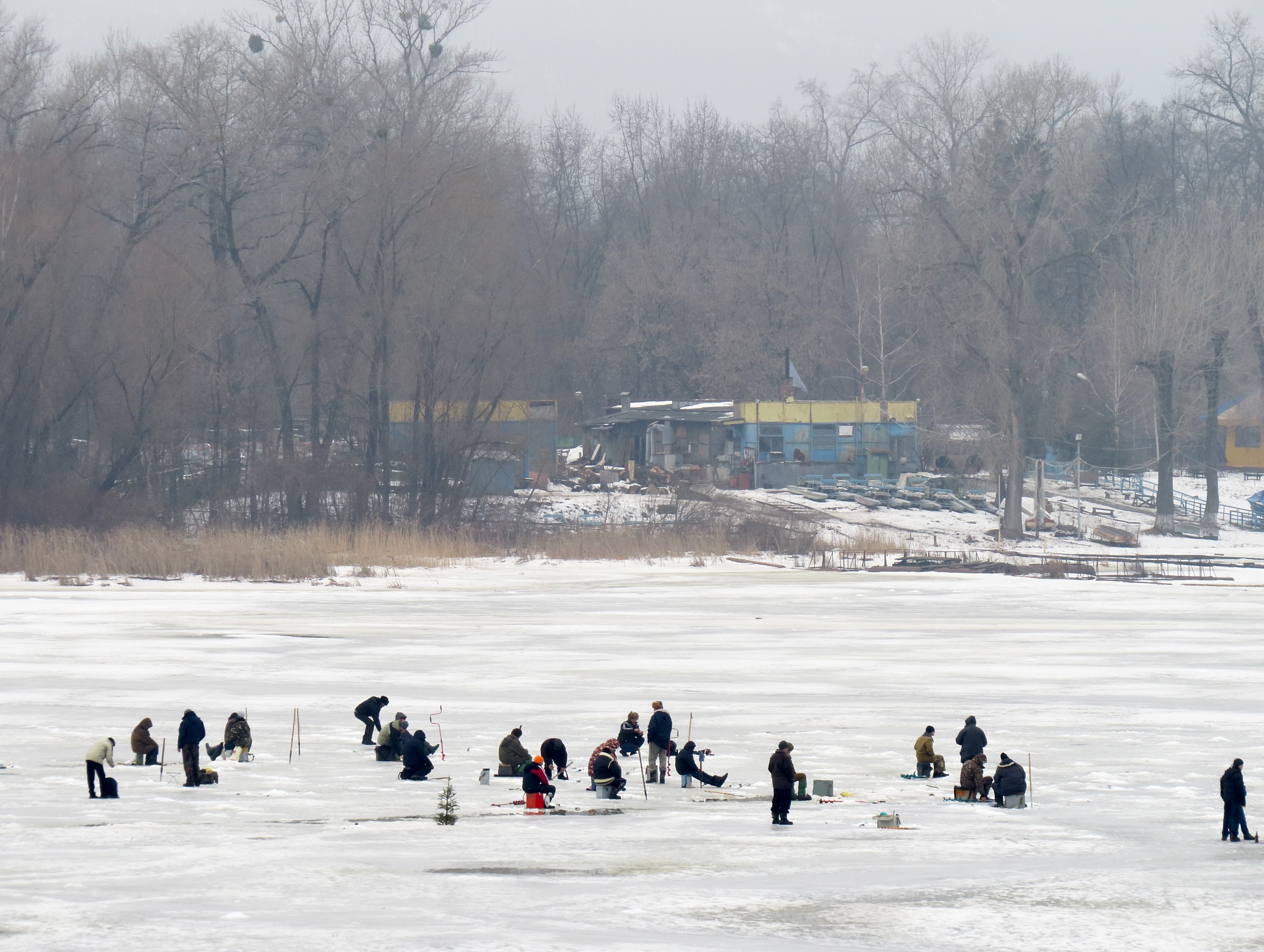
риболовля взимку

водна рослинність
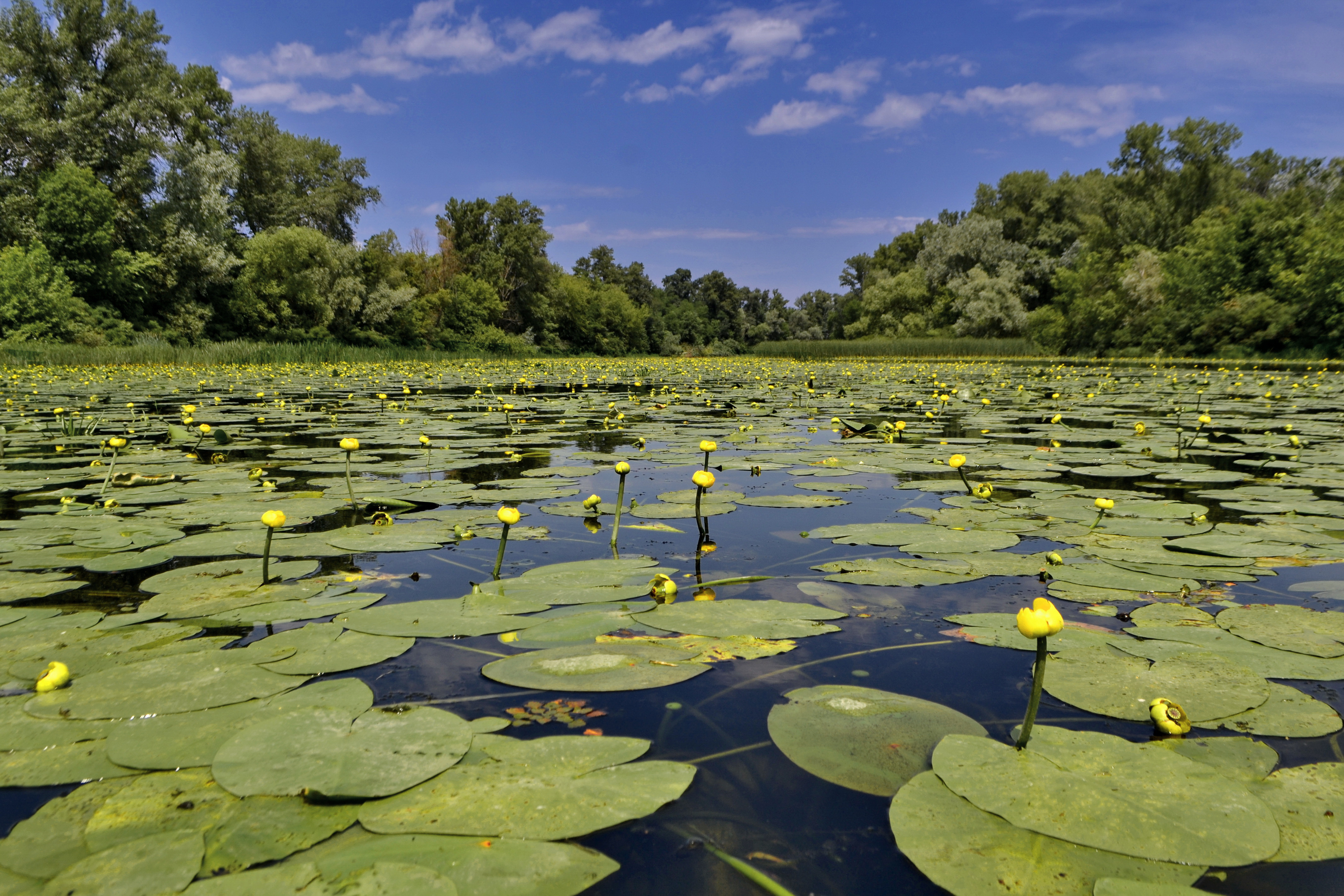
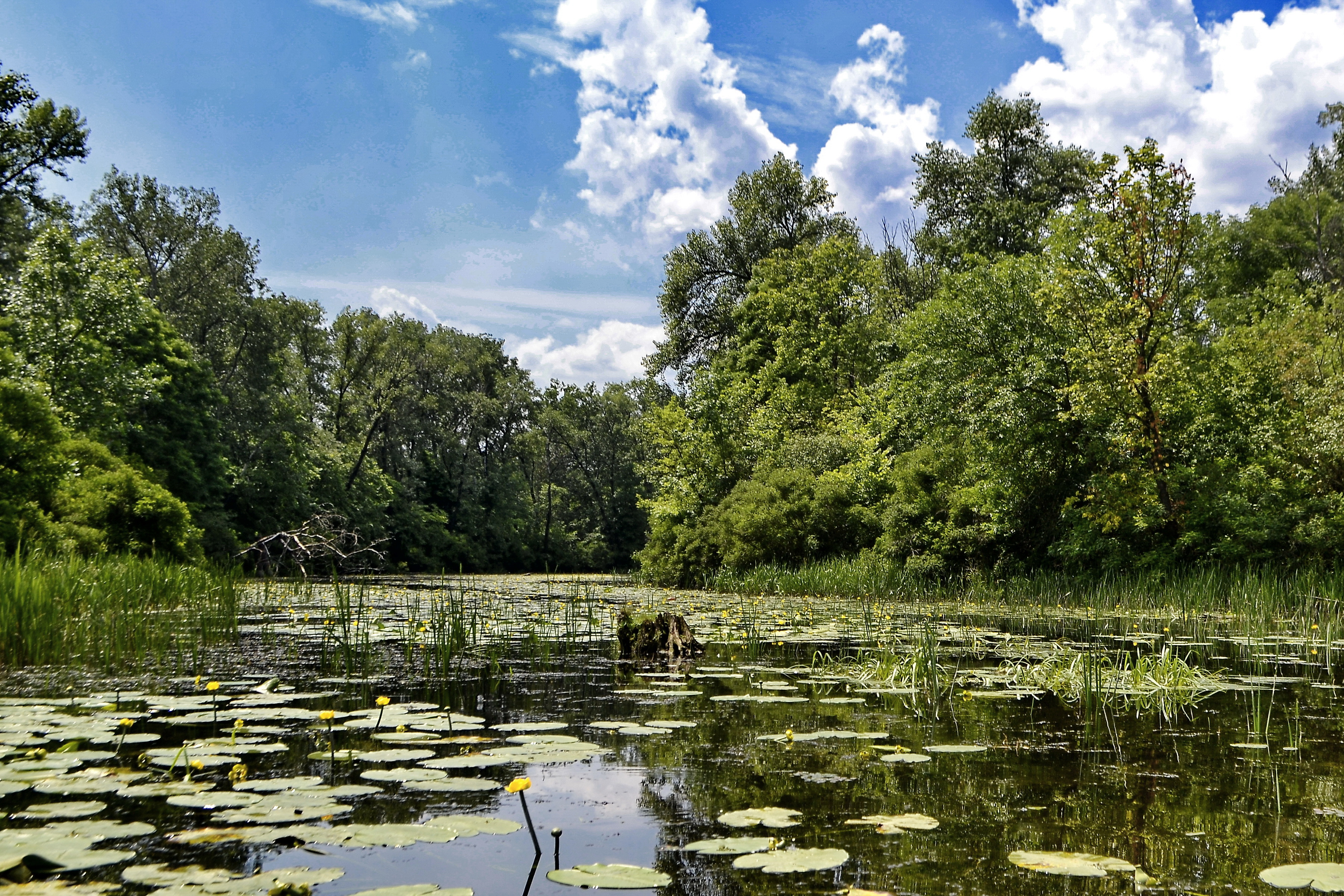
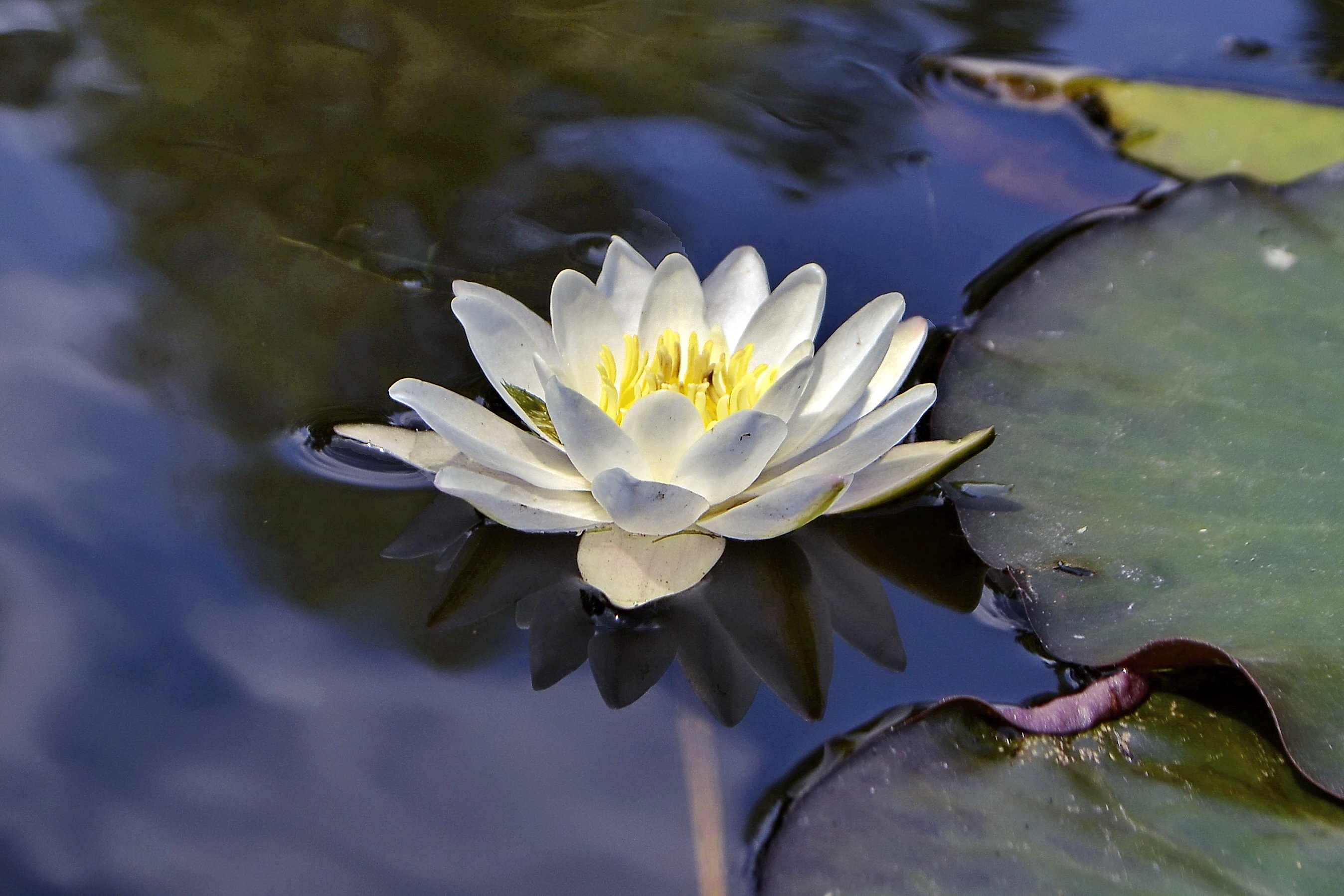